# Seznam představitelů Havířova
Post nejvyššího představitele města Havířova vystřídal dvě pojmenování: Předseda městského národního výboru a primátor. Pozice vznikla založením statutárního města Havířov v roce 1955.

## Předsedové městského národního výboru (1955–1990)
| č. | Primátor | Primátor           | Strana | Strana | Začátek a konec v úřadu | Začátek a konec v úřadu | Rady města |
| -- | -------- | ------------------ | ------ | ------ | ----------------------- | ----------------------- | ---------- |
| 1. |          | František Podoba   |        | KSČ    | 1955                    | 1970                    |            |
| 2. |          | Karel Choleva      |        | KSČ    | 1970                    | 1974                    |            |
| 3. |          | František Vystavěl |        | KSČ    | 1975                    | 1986                    |            |
| 4. |          | Vojtěch Klečatský  |        | KSČ    | 1986                    | 1990                    |            |
| 5. |          | Antonín Šimíček    |        | KSČ    | 1990                    | 1990                    |            |

## Primátoři statutárního města Havířova (od 1990)
| č. | Primátor | Primátor         | Strana | Strana | Začátek a konec v úřadu | Začátek a konec v úřadu | Rady města |
| -- | -------- | ---------------- | ------ | ------ | ----------------------- | ----------------------- | ---------- |
| 1. |          | Zdeněk Pohl      |        | ČSSD   | 1990                    | 1999                    |            |
| 2. |          | Václav Wicher    |        | ČSSD   | 1999                    | 2002                    |            |
| 3. |          | Milada Halíková  |        | KSČM   | 24. listopadu 2002      | 29. ledna 2007          |            |
| 4. |          | František Chobot |        | ČSSD   | 29. ledna 2007          | 19. listopadu 2010      |            |
| 5. |          | Zdeněk Osmanczyk |        | ČSSD   | 19. listopadu 2010      | 7. listopadu 2014       |            |
| 6. |          | Daniel Pawlas    |        | KSČM   | 7. listopadu 2014       | 19. prosince 2016       |            |
| 7. |          | Jana Feberová    |        | ČSSD   | 19. prosince 2016       | 5. listopadu 2018       |            |
| 8. |          | Josef Bělica     |        | ANO    | 5. listopadu 2018       | 9. prosince 2024        |            |
| 9. |          | Ondřej Baránek   |        | ANO    | 9. prosince 2024        | Současnost              | Baránek    |